# Уральский государственный университет физической культуры
Ура́льский госуда́рственный университе́т физи́ческой культу́ры (УралГУФК) — единственный спортивный вуз в Уральском федеральном округе. Находится в Челябинске.

## История
История Уральского государственного университета физической культуры берет своё начало в 1970 году, когда в Челябинске был открыт филиал Омского государственного института физической культуры. Через 25 лет он был преобразован в Уральскую государственную академию физической культуры, а в 2005 году академия заслуженно стала университетом.
Инфраструктура университета включает 4 учебных корпуса и 2 общежития, вуз имеет тренажёрный зал и спортивные залы.
В УралГУФК издаются научные журналы: «Вестник УралГУФК», «Научно-спортивный вестник Урала и Сибири», «Здравоохранение, образование и безопасность / Healthcare, education and security».

## Факультеты
- Факультет летних видов спорта (ЛВС)
- Факультет зимних видов спорта и единоборств (ЗВСиЕ)
- Факультет оздоровительных технологий и спортивной медицины (ОТиСМ)
- Факультет экономики, юриспруденции и гуманитарных наук (ЭЮГН)

## Известные выпускники
- Бородавко, Юрий Викторович — советский лыжник, тренер сборной России по лыжным гонкам. Чемпион зимней Универсиады-1983 в эстафете.
- Гамова, Екатерина Александровна — российская волейболистка, игрок национальной сборной, двукратная чемпионка мира. Заслуженный мастер спорта России.
- Дегтярёв, Владимир Иванович (1973) — российский дзюдоист, чемпион России, мастер спорта России международного класса.
- Иванов, Александр Алексеевич — российский легкоатлет, выступающий в спортивной ходьбе. Чемпион мира 2013 года на дистанции 20 километров, серебряный призёр чемпионата мира среди юниоров 2012 года в ходьбе на 10 000 метров, заслуженный мастер спорта России.
- Камилов, Ринат Рамазанович — мастер спорта международного класса по кикбоксингу, чемпион России (2003, 2004, 2006, 2007 гг.), чемпион мира (2005—2007 гг.) по кикбоксингу.
- Кузнецов, Евгений Евгеньевич — двукратный чемпион мира (2012, 2014) по хоккею.
- Макаров, Сергей Михайлович — двукратный Олимпийский чемпион (1984, 1988), 8-кратный чемпион мира (1978, 1979, 1981, 1982, 1983, 1986, 1989, 1990) по хоккею; один из лучших хоккеистов в истории мирового хоккея.
- Мосеев, Леонид Николаевич — советский легкоатлет, чемпион Европы в марафоне. Заслуженный мастер спорта.
- Мударисова, Нурия Галихановна — мастер спорта России международного класса (1996) по военно-прикладным многоборьям (по полиатлону).